# 카운트다운 투 제로
카운트다운 투 제로(Countdown to Zero)는 영국에서 제작된 루시 워커 감독의 2010년 다큐멘터리 영화이다. 그레이엄 앨리슨 등이 주연으로 출연하였고 로렌스 벤더 등이 제작에 참여하였다.

## 출연

### 주연
- 그레이엄 앨리슨
- 제임스 베이커 3세

### 조연
- 브루스 블레어
- 토니 블레어
- 지그뉴 브르제진스키
- 매튜 번
- 리처드 버트
- 마이크 치노이
- 미하일 고르바체프
- 앤드류 코치
- 제프리 루이스
- 로버트 맥나마라

## 제작진
- 프로듀서: 닉키 보엘라
- 프로듀서: 앤드류 에반스
- 프로듀서: 애비 후레위츠
- 프로듀서: 마리안나 야로프스카야

## 같이 보기
- 비핵화
- 운명의 날 시계